# Carex paysonis
Carex paysonis är en halvgräsart som beskrevs av Ira Waddell Clokey. Carex paysonis ingår i släktet starrar, och familjen halvgräs. Inga underarter finns listade i Catalogue of Life.

## Bildgalleri

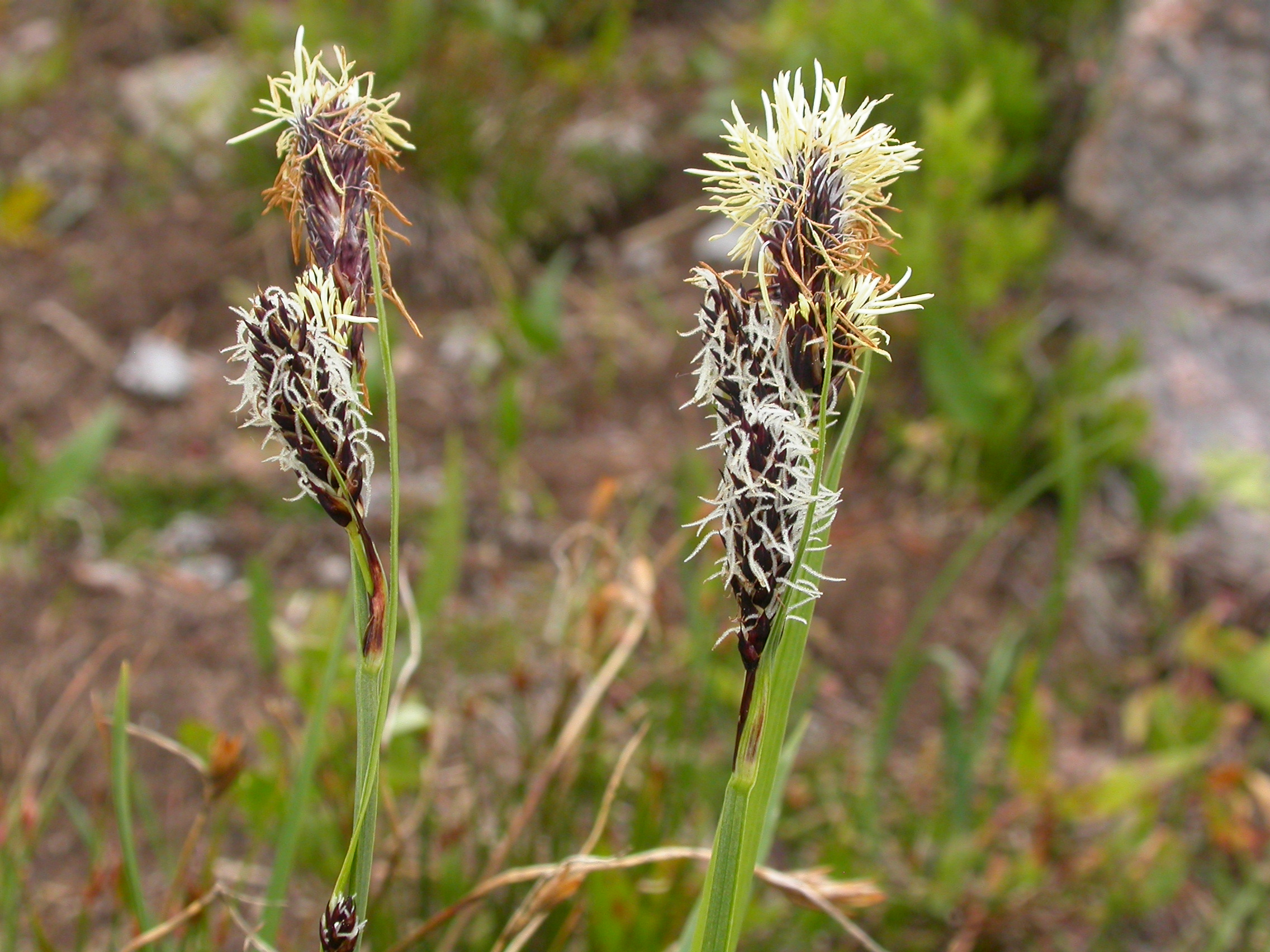
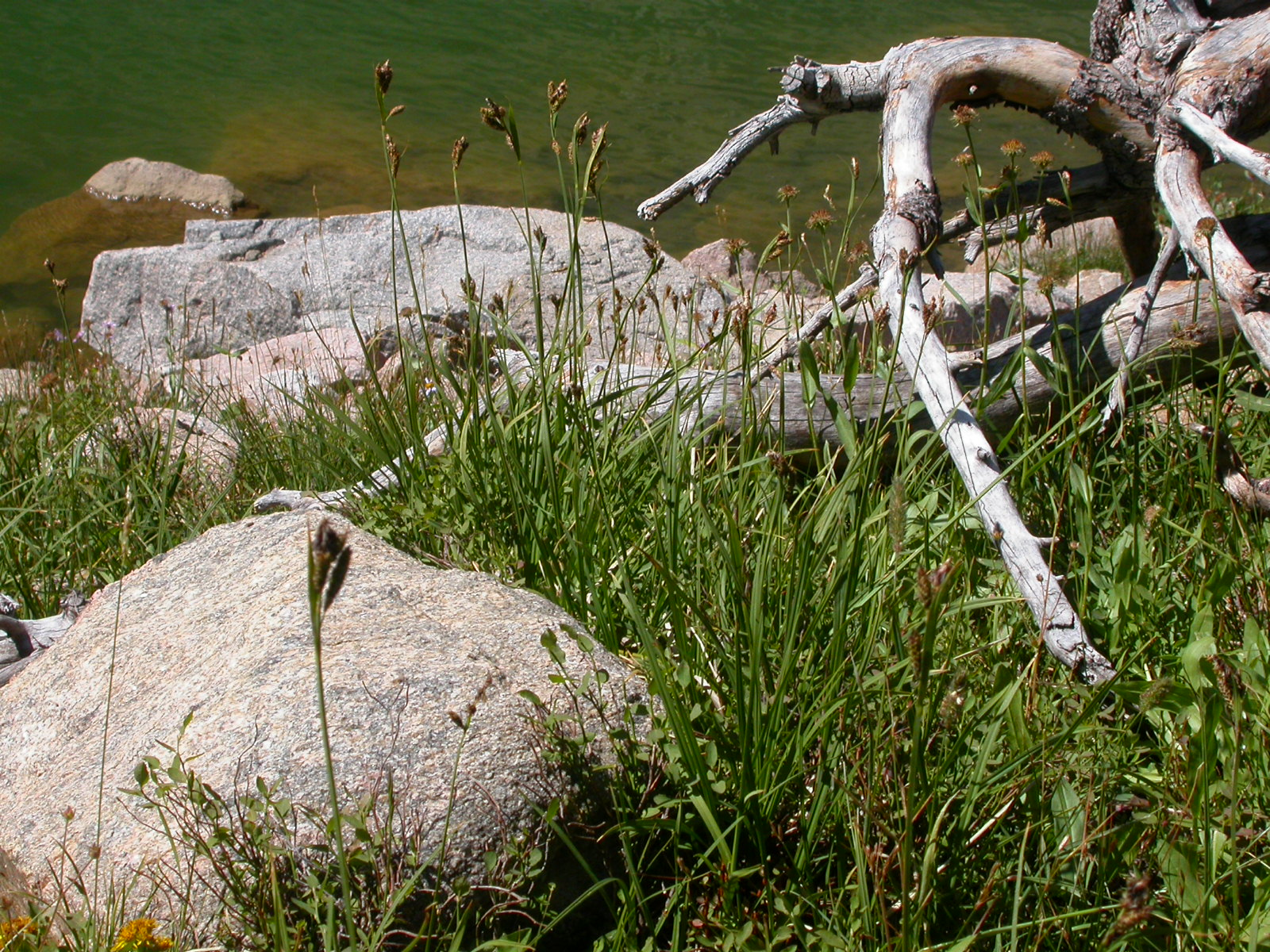
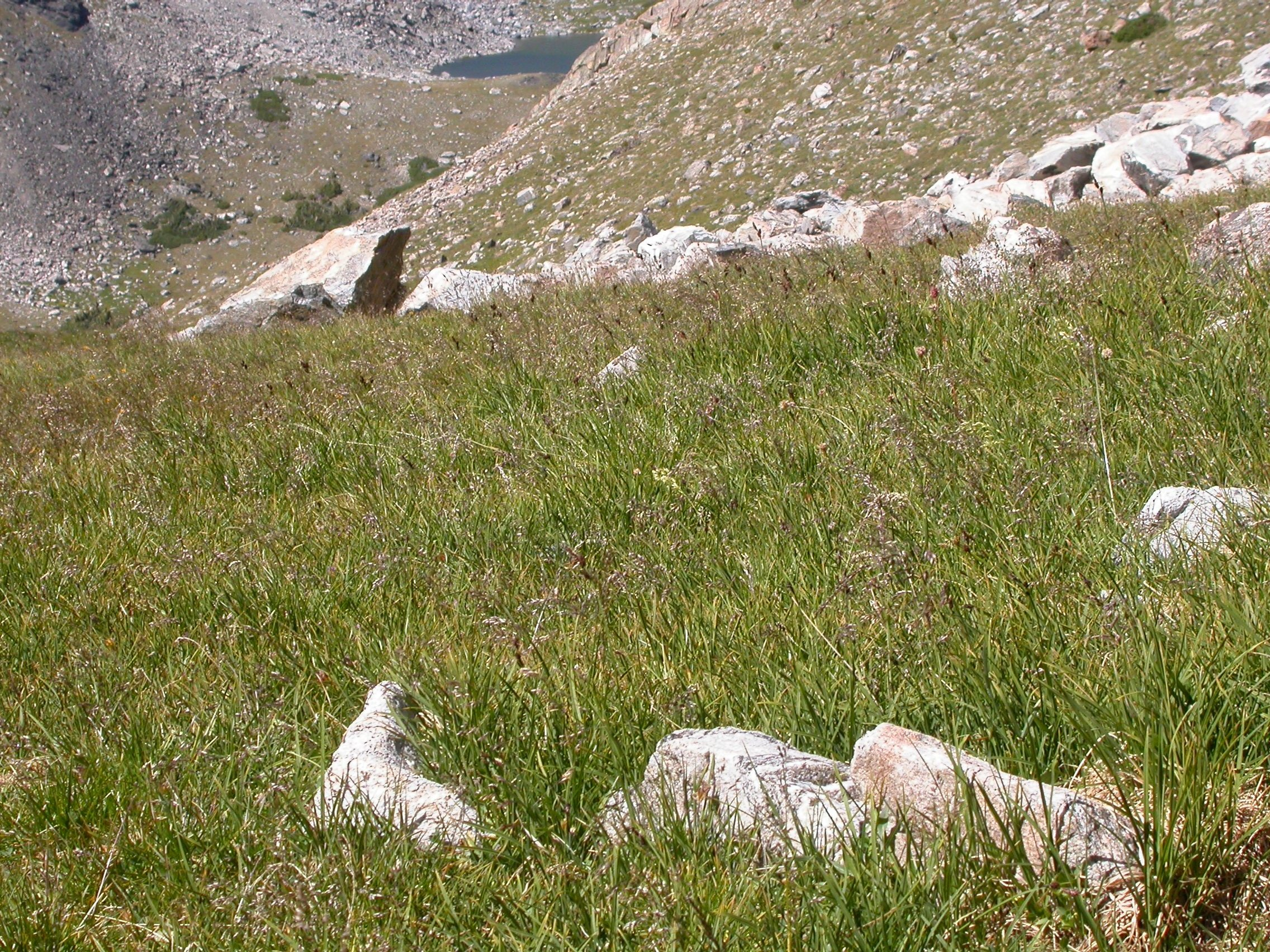
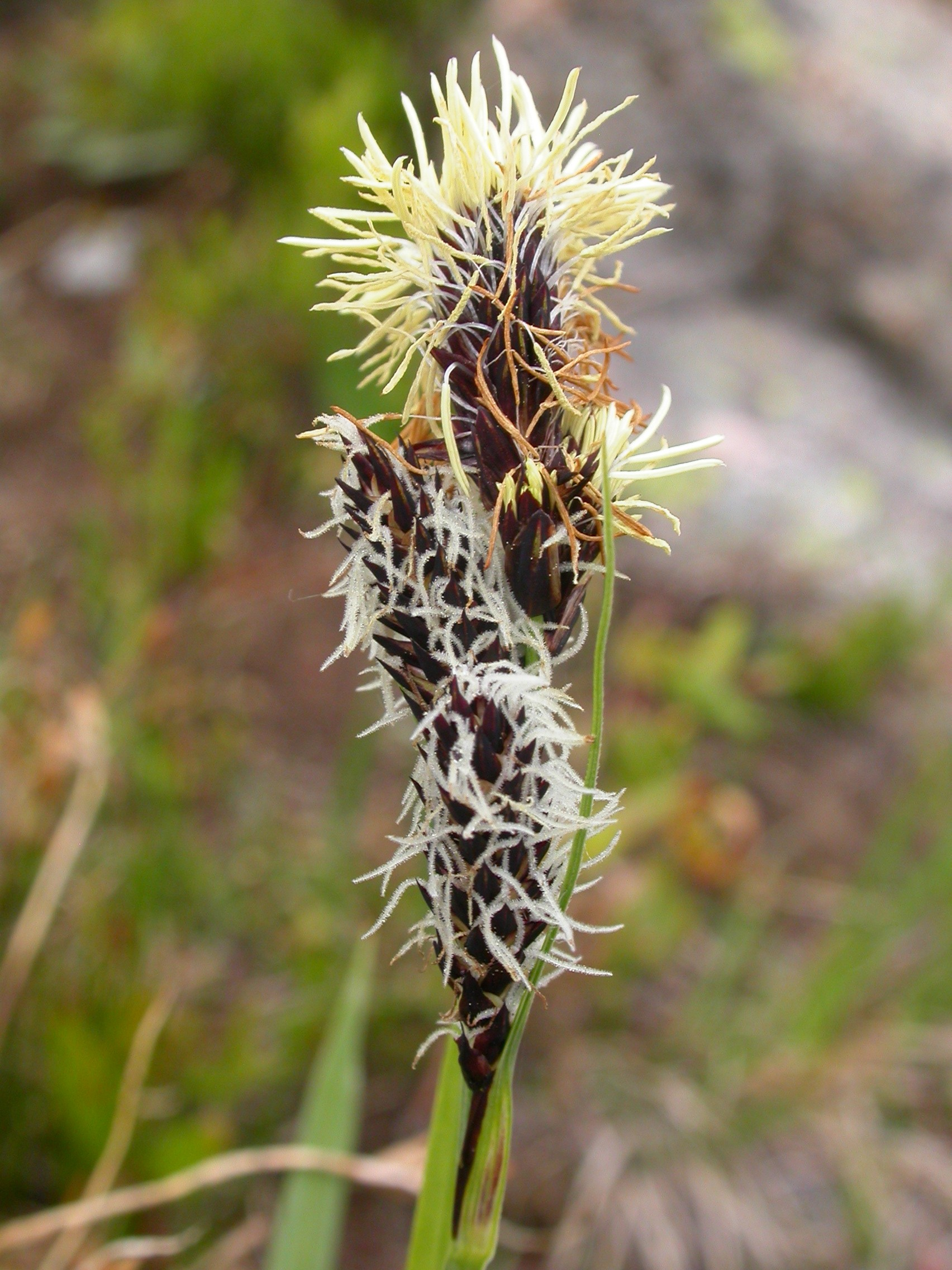